# مجتمع پرتاب ۳۹ پایگاه فضایی کندی
مجموعهٔ پرتاب ۳۹ پایگاه فضایی کندی، یک عامل اساسی در پیشرفت‌های فضایی آمریکا مانند آپولو، اسکای‌لب، آپولو-سایوز و شاتل‌های فضایی می‌باشد. این سکوها در جزیرهٔ مریت، فلوریدا، در شمال کیپ کاناورال قرار گرفته‌است و برای موشک‌های بزرگ آپولو، ساترن ۵ که برای فرستادن فضانوردان به ماه و بازگشت آن‌ها در ابتدا طراحی شد. پس از عملیات مشترک ایالات متحده و اتحاد جماهیر شوروی - آپولو-سایوز، اصلاحاتی برای بهره‌برداری از آن در برنامه شاتل فضایی بر آن صورت گرفت. سپس از سال ۲۰۱۶ میلادی، مجموعه پرتاب ۳۹(شامل سکوی پرتاب 39a،39bو39c) تحت تغییرات جدید برای پشتیبانی از پرتاب‌های اسپیس ایکس: فالکن ۹، دراگن۲ (فضاپیما) و فالکن هوی آماده شدند. -هر دو سکو به برای پشتیبانی از عملیات پرتاب متحرک طراحی شده‌اند، که در آن ابتدا مدارگرد، موشک‌های سوخت جامد و مخزن خارجی، در ساختمان سرپوشیدهٔ مونتاژ، به هم متصل شده و به سکوهای پرتاب با ابزارهای جابه‌جایی سنگین انتقال می‌یابند. در دوران آپولو، سازه‌های پد همگی قابلیت جابه‌جایی داشتند. تغییرهای اصلی ایجاد ساختار سرویس ثابت (به انگلیسی: Fixed Service Structure) (FSS)، ساختار سرویس دوار (به انگلیسی: Rotating Service Structure) و تعویض کاهش دهندهٔ شعله‌های ساترن با سه کاهش دهنده‌های شعله جدید بود.
این مجموعه از ۲ سکوی پرتاب، ساختمان مونتاژ (VAB), راه خزنده (راهی که ساختمان مونتاژ را به سکوهای پرتاب متصل می‌کند), ساختمان پردازش مدارگرد، مرکز کنترل پرتاب (شامل اتاق شلیک)، تأسیسات اخبار (معروف برای ساعتی که شمارش معکوس را نشان می‌دهد)، و تعدادی ساختمان‌های عملیاتی و مدیریتی.

## تاریخچه

### سال‌های اولیه
توسعهٔ اولیه در اوایل سال ۱۸۹۰ توسط تعدادی از فارغ‌التحصیلان دانشگاه هاروارد انجام شد. آن‌ها زمین مربوطه را با قیمت ۱ دلار برای هر هکتار خریداری کردند. در نزدیکی‌های سکوی پرتاب ۳۹آ کنونی آن‌ها یک باشگاه چوبی از جنس ماهون با ۲۰ اتاق برای اعضا و مهمانان ایجاد کردند. باشگاه دارای اتاق ناهار خوری بزرگ، دخمهٔ شراب، اتاق و انبار بزرگی برای مهمات بود. در بالای این ساختمان منظرهٔ زیبایی از اقیانوس و جنگ در جلوی چشم بیننده قرار می‌گرفت. در سال‌های ۱۹۲۰، ای. استودبیکر، پسر یکی از اتومبیل فروشان معروف در نزدیکی فانوس دریایی کاناورال، کازینویی را ایجاد کرد تا مردم را به این نقطه جلب کند. نقشه‌هایی برای ایجاد شهری جدید در آن منطقه با امکانات رفاهی کافی کشیده شده‌بود. همچنین شرکت توسعهٔ پالایا لیندا هم تبلیغات زیادی با مضمون توسعهٔ ساحل شمال میامی انجام داد. قبل از ساخت مجموعه جادهٔ A1A از کنار آن می‌گذشت. در کنار این جاده، جادهٔ ساحلی روستای قرار داشت که در نزدیکی آن ایستگاه گارد ساحلی چستر شوالز بود.
در سال ۱۹۴۸، نیروی دریایی ایالات متحده، پایگاه هوایی بانانا ریور را به جنوب کیپ کاناورال منتقل کرد تا موشک‌های وی-۲ آلمانی را در آنجا آزمایش کنند. محل سایت پرتاب در شرق سواحل فلوریدا بود، که ایده‌آل برای این مهم بود چون از مناطق مسکونی دور بود. این پایگاه ابتدا به پایگاه مشترک و سپس به پایگاه نیروی هوایی پاتریک در سال ۱۹۵۰ تغییر نام داد. نیروی هوایی قسمتی از شمال کیپ‌کاناورال را ضمیمهٔ پایگاه کرد و در آن منطقه تجهیزات تست موشک خود را قرار داد. این منطقه بعدها پایگاه نیروی هوایی کیپ کاناورال (سی‌سی‌ای‌اف‌اس) نامیده شد. در طول سال‌های ۱۹۵۰ آزمایش‌های موشک‌های زمینی و هوایی در اینجا انجام می‌گرفت.

### ناسا می‌آید
ناسا در سال ۱۹۵۸ تأسیس شد و در پرتاب‌های اولیه (مانند مرکوری و جمینی) از امکانات کیپ کاناورال استفاده کرد.
در سال ۱۹۶۱، رئیس‌جمهور کندی، هدف را نشستن فضاپیمای با سرنشین بر روی ماه تعیین کرد. اعلام برنامهٔ ناسا برای ماه باعث شد که عملیات‌ها به جزیرهٔ مجاور (مریت) انتقال یابند. ناسا در سال ۱۹۶۲ تلاش‌های خود را برای مالکیت زمین آغاز کرد، و توانست با همکاری و پرداخت به ایالت فلوریدا این زمین و اطراف آن را برای خود تصاحب کند.۸۷ مایل مربع (۲۳۰ کیلومتر مربع)۱۳۱ مایل مربع (۳۴۰ کیلومتر مربع) از ماه ژوئیه ۱۹۶۲، زمین سایت مورد نظر، مرکز عملیات پرتاب نامیده می‌شد. در آن زمان، بیشترین شماره‌های سکوی پرتاب در مورد استفادهٔ سی‌سی‌ای‌اف‌اس مجتمع ۳۷ بود؛ در زمان ایجاد مجموعهٔ پرتابی برای ماه، سکوهای ۳۹ نیز طراحی شدند.
سکوی پرتاب جدید آ در تاریخ ۱۲ آوریل ۱۹۸۱، با پرتاب شاتل کلمبیا مورد استفاده قرار گرفت. اولین شاتل پرتاب شده از سکوی ب، مدارگرد چلنجر در سال ۱۹۸۶ بود که دقیقه‌ای پس از برخاستن منفجر شد. از سال ۱۹۸۸ دوباره از سکوی ب و از سال ۱۹۹۰ دوباره از سکوی آ برای پرتاب شاتل‌ها استفاده شد.

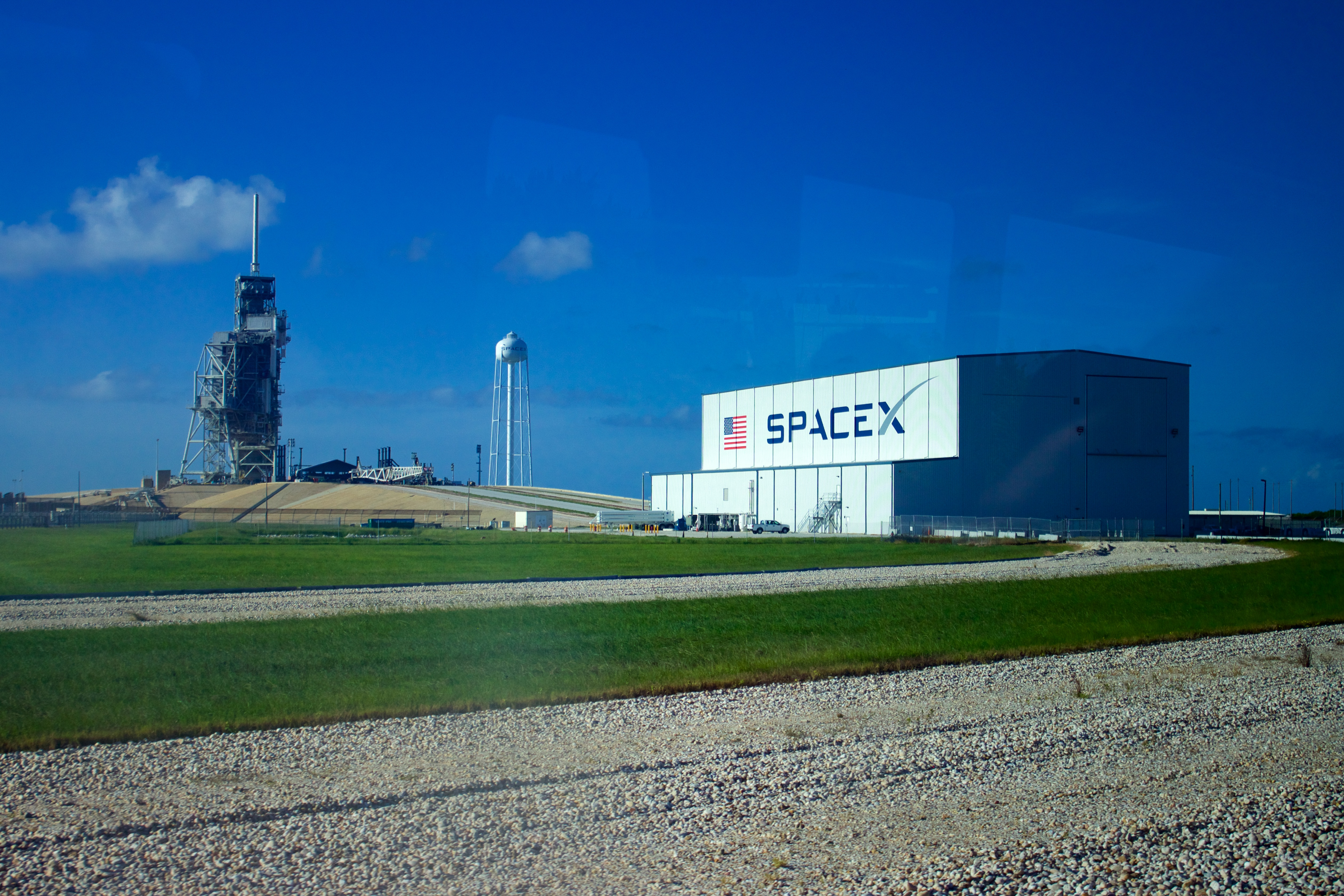
تصویر تأسیسات سرهم‌بندی افقی spacex در کنار سکوی پرتاب 39a

## اجزا
هر سکو به شکل هشت‌ضلعی بوده و دارای امکانات یکسان می‌باشد. هر سکو حدود یک چهارم مایل مربع فضا اشغال می‌کند. پرتاب‌ها از روی یک سطح بتونی با اندازه‌های ۳۹۰×۳۲۵ پایی که در مرکز سکو قرار دارد، انجام می‌شود. سکوی آ ۴۸ فوت و سکوی ب ۵۵ فوت بالاتر از سطح دریا قرار گرفته‌اند.

### سکوی پرتاب 39C
سکوی پرتاب 39C تأسیسات جدیدی است برای وسائل پرتابی کوچک‌تر و داخل محیط سکوی پرتاب 39B (که اکنون تبدیل به مجتمع پرتاب 39B شده) و در ژوئن ۲۰۱۵ افتتاح شد.

### ساختمان ثابت سرویس
ساختمان ثابت سرویس، برجسته‌ترین امکان هر سکو و ارتفاع آن در بالاترین نقطه‌اش (دکل برقگیر) ۳۴۸ فوت است. این دکل برقگیر، ۸۰ فوت ارتفاع دارد و از فایبرگلاس ساخته شده‌است، سیم فولادی با قطر یک اینچ که در فاصلهٔ ۱٬۱۰۰ فوت جنوب در زمین فرورفته و از این دکل تا نقطهٔ اوج بالا می‌رود، را نگه می‌دارد. سیم مورد نظر در همین فاصله در شمال نیز در زمین فرومی‌رود. در پایین دکل برقگیر جرثقیل کله‌چکشی قرار گرفته که برای بالا کشیدن سکو مورد استفاده قرار می‌گیرد. ساختمان ثابت سرویس به ۳ بازوی متحرک برای دسترسی و سرویس شاتل مجهز است. این بازوها هنگام غیرفعال بودن، جمع می‌شوتد. اف‌اس‌اس دارای ۱۲ طبقه است که به فاصله ۲۰ فوت از یکدیگر قرار گرفته‌است. طبقهٔ اول ۲۷ فوت بالاتر از سکو قرار گرفته‌اند. این ساختمان همچنین سیستم خروج اضطراری را فراهم می‌کند.

### بازوی دسترسی به مدارگرد
این بازو پایین‌ترین بازو با ارتفاع ۱۴۷ فوت بر ساختمان ثابت سرویس است. فضانوردان با استفاده از آن وارد کابین خدمهٔ مدارگرد می‌شوند. بخش بیرونی بازو به اتاقکی معروف به اتاق سفید متصل است و که به مدارگرد متصل می‌شود و گنجایش ۶ نفر را دارا است. این بازو تا ۷ دقیقه و ۲۴ ثانیه قبل از پرتاب بازمی‌ماند تا امکان خروج اضطراری را به فضانوردان بدهد. طول آن ۶۰ فوت، عرض آن ۵ فوت و ارتفاع آن ۸ فوت است و می‌تواند به صورت دستی یا خودکار در حدود ۱۵ ثانیه باز و بسته شود.

### بازوی دسترسی به مخزن میانی و دریچهٔ هیدروژن مایع
معروف به سیستم بازوی مربوط به هیدروژن گازی، در ارتفاع ۱۶۷ فوت، این بازوی ۴۸ فوتی به دریچه‌ها مخزن خارجی متصل می‌شود. این بازو همچنین راهی به مخزن میانی برای تعمیرات ایجاد می‌کند. این باز می‌تواند ۲۷۰ درجه نسبت موقعیت اولیه جابه‌جا شود. این وسیله پس از متصل کردن لوله‌ها و سیم‌های مورد نساز برای انتقال سوخت و پرتاب در ۵ روز قبل از پرتاب از از شاتل جدا شده و به جای اصلی خود بازمی‌گردد. لوله‌های متصل به دریچه مخزن خارجی، گازهای به وجود آمده هنگام و پس از پر کردن مخزن از هیدروژن مایع را خارج می‌کنند. این لوله‌ها انعطاف‌پذیر درست هنگام حرکت شاتل به بالا به صورت خودکار جدا می‌گردند.

### بازوی جمع‌آوری گاز اکسیژن مخزن خارجی
ابن بازو، بازویی جمع‌شونده نصب شده از ارتفاع ۲۰۷ فوت تا ۲۲۷ فوت بر بالای سیستم و دارای درپوش خارج‌کنندهٔ گاز می‌باشد. قسمت خرپای بازو از لولهٔ برج تا لولای درپوش ۶۵ فوت طول دارد. درپوش خروجی ۱۳ فوتی به بینی کپ (نوعی کلاه) معروف است. گاز نیتروژن داغ به این درپوش پمپاژ می‌شود تا مخزن اکسیژن مایع در بالای مخزن خارجی را گرم نگه دارد. این باعث می‌شود که گازهای اکسیژن موجود بر روی مخزن یخ نبندند و آسیبی به مخزن وارد کنند. این بازو تا دو و نیم دقیقه قبل از پرتاب در جای بالای مخزن خارجی جای دارد، بازگشت آن به سمت ساختمان سرویس ثابت حدود ۲۵ ثانیه طول می‌کشد. این بازو تا زمان فشرده شدن کلید پرتاب موشک‌های پیشرانه سوخت جامد در زمان پرتاب (۰ ثانیه) از مدار خارج نمی‌شود و در مواقع نگه‌داشته شدن زمان‌سنج در به بالای مخزن خارجی بر می‌گردد.

### سیستم خروج اضطراری
این سیستم در ۱۹۵ فوت بالای زمین، در ارتفاع برابر با بازوی دسترسی ساختمان ثابت سرویس قرار گرفته‌است. این وسیله راهی فراری برای فضانوردان داخل مدارگرد و همچنین افراد حاضر در مدارگرد یا بازوی دسترسی ایجاد می‌کند. سیستم از ۷ سبد که از ۷ سیم مخصوص آویزان که از ساختمان ثابت سرویس تا ۱٬۲۰۰ فوت غرب آن کشیده شده‌اند، تشکیل شده‌است. هر سبد برای ۳ نفر گنجایش دارد. سیستمی ترمزی نیز برای کاهش دادن سرعت سبد هنگام نزدیک شدن به زمین در این
وسیله نصب شده‌است. در محل پیاده شدن یک پناهگاه و یک اتومبیل ام-۱۱۳ در دسترس هستند.

### ساختمان دوار سرویس
ساختمان دوار سرویس امکان دسترسی امن را به مدارگرد در هنگام نصب و تجهیز انبار و همچنین سیستم‌های متفاوت روی آن فراهم می‌کند. بیشتر بارهای انبار به صورتی عمودی نصب می‌شوند، دلیل نخست طراحی آن‌ها و دیگری اجازهٔ قرار گرفتن بارها در انبار حتی در زمان آماده‌سازی برای پرتاب است. اسپیس‌لب و دیگر بارهای بزرگ افقی هنگامی در مونتاژ مدارگرد در ساختمان مونتاژ مدارگرد در آن قرار گرفتند.
این ساختمان ۱۰۲ فوت طول، ۵۰ فوت عرض و ۱۳۰ فوت ارتفاع دارد و در محوری افقی، غرب محافظ شعلهٔ سکو حدود ۱۲۰° (یک سوم دایره) می‌گردد. ستون لولایی آن بر سکو و ساختمان ثابت سرویس محکم شده‌است. این ساختمان پیش پرتاب از شاتل جدا می‌شود و در جای اصلی خود قرار می‌گیرد. یک ابزار مهم در این ساختمان اتاق چینج‌اوت انبار، اتاقی که محیط آن کنترل شده، که جابه‌جایی انبار و بر سکو امکان نصب محموله‌های عمودی در مدارگرد را فراهم می‌کند. پاک‌کنندهٔ تمیزکنندهٔ هوا باعث می‌شود که محموله‌های انبار با هوای بیرون در تماس نباشند.
محموله‌های انبار از بسته‌بندی مخصوص خارج شده و با استفاده از مکانیزم انبار زمینی در قسمت انبار مداگرد قرار داده می‌شود. پنج پلتفورم در ۵ سطح مختلف به محموله‌ای که در مکانیزم قرار گرفته دسترسی دارند، هر پلتفرم دارای تخته‌های انعطاف‌پذیر است، که با توجه به سایز محموله تغییر می‌کند.
امکان دیگری ساختمان سرویس دوار دریچه‌های میدبوی مدارگرد می‌باشد، که دسترسی به قسمت فیوز میانی مدارگرد را فراهم می‌کند. این بخش ۲۲ فوت طول، ۱۳ فوت عرض و ۲۰ فوت ارتفاع دارد. این سیستم روی ساختمان ثابت سرویس و در ارتفاع ۱۵۸ فوت تا ۱۷۶ فوت قرار گرفته و شامل مکانیزم‌های سر دادن و تکان دادن افقی است. سوخت‌های مایع هیدروژن و اکسیژن و همچنین گازهای نیتروژن و هلیوم مورد نیاز در فرایند سوختن نیز از طریق همین دریچه انتقال می‌یابند.
سیستم دریچه‌های هاپرگل نیز روی این ساختمان قرار گرفته‌است. سوخت هاپرگل و اکسیدکننده به همراه خطوط انتقال هلیوم و نیتروژن پس از عبور از ساختمان سرویس ثابت از طریق این دریچه‌ها به سیستم پیشرانهٔ مدارگرد متصل می‌شوند. این دریچه‌ها ۶ عدد می‌باشند که به صورت دستی و در محل کنترل می‌شوند و قابلیت وصل و قطع شدن در سرعت پایین هستند.

### سیستم انحراف شعله
سنگر شعله، که از بتون و آجر نسوز ساخته شده‌است، سکوی پرتاب را دو نیم می‌کند. این قسمت از سکو، ۴۹۰ فوت طول، ۵۸ فوت عرض و ۴۲ فوت عمق دارد. سیستم انحراف شعله، از ساختار وی شکل فولادی که با لایه‌ای پنج اینچی از بتون مقاوم که در مرکز سنگر شعله قرار دارد، تشکیل شده‌است. یک طرف وی شعلهٔ آتش خارج شده از موتورهای اصلی و طرف دیگر آن شعله‌های موشک‌های پیشرانه سوخت جامد را منحرف می‌کند. در عین حال ۲ منحرف‌کنندهٔ آتش قابل حرکت نیز وجود دارند که معمولاً در وسط سکو قرار می‌گیرند تا سخت‌افزارهای شاتل را از حرارت ایجاد شده توسط موشک‌های پیشرانه حفاظت کنند.

### منبع‌های هیدروژن و اکسیژن مایع
اکسیژن مایع مورد استفادهٔ موتورهای اصلی مدارگرد در مخزنی ۹۰۰٬۰۰۰ گالون آمریکا در شمال شرقی سکو جا گرفته‌است. هیدروژن مایع که سوخت مورد استفادهٔ سه موتور اصلی است، در مخزن به حجم ۸۵۰٬۰۰۰ گالون آمریکا در شمال شرقی سکو ذخیره شده‌است. مواد سوختی از طریق خطوط انتقال که لایه خلأ دور آن‌ها وجود دارد به سکوی پرتاب قابل حمل وصل شده و از آنجا به مدارگرد و مخزن خارجی انتقال می‌یابند.
منبع اکسیژن مایع مانند یک بطری خالی از هوای بزرگ طراحی شده برای ذخیرهٔ اکسیژن در دمای پایین و به صورت مایع است. دمای داخل این منبع در حالت عادی منفی ۲۹۷ فارنهایت می‌باشد. اکسیژن مایع موجود با پمپهایی با سرعت ۱٬۳۰۰ گالون آمریکا در دقیقه به سکوی پرتاب انتقال می‌یابد.
هیدروژن مایع که سبک‌تر است در منبعی در شمال شرقی هر سکوی پرتاب ریخته شده‌است. این سوخت باید در دمای پایین‌تری نسبت اکسیژن ذخیره شود، حدود زیر ۴۲۳ فارنهایت ذخیره شود. برای انتقال سوخت اجازه می‌دهند، مقداری کمی از سوخت به صورت گاز درآید و همین گاز با فشار خود باعث جابه‌جایی سوخت به سکو می‌شود.

### منبع نگهداری سوخت هایپرگُل
سامانهٔ مانور مداری و کنترل عکس‌العمل مداگرد، مونومتییل هیدازین را به عنوان سوخت و نیتروژن تترااکسید را به عنوان اکسیدکننده استفاده می‌کند. این دو مایع هایپرگل در منبع مجزا یکی در جنوب شرقی و دیگری در جنوب غربی سکو نگهداری می‌شوند. خطوط انتقال این مایعات از طریق ساختمان ثابت سرویس و سپس سیستم دریچه‌های هایپرگل که روی ساختمان دوار سرویس قرار دارند، به سه دریچهٔ همسان خود بر روی مداگرد متصل می‌شوند.

### اتاق اتصال سکو
اتاق اتصال در غرب سنگر شعله، زیر عایق حرارتی بتونی قرار دارد. سقف آن با بیش از ۲۰ فوت خاک پوشیده شده‌است. تمامی اجزای شاتل، سکوی پرتاب قابل حمل و خود سکو به سیستم پردازش پرتاب در مرکز کنترل پرتاب، به این اتاق بتنی و عایق وصل می‌شوند. کنترل، شمارش معکوس و پرتاب شاتل از طریق سیستم پردازش پرتاب انجام می‌شوند.

### سکوی پرتاب (پلتفرم پرتاب قابل حمل)
شاتل فضایی بر بالای سکوی پرتاب قابل حمل و جابه‌جاکنندهٔ خزنده به محل پرتاب می‌آید. پلتفرم، قابل حمل روی ستون‌های سکوی دائم که محل راه‌اندازی و پرتاب شاتل است، پارک می‌شود. چندین سیستم پلتفرم پرتاب قابل حمل به سیستم‌های سکو مربوط هستند. این سیستم‌ها عبارتند از سیستم کاهش صدا و خطوط انتقال سوخت برای مخزن خارجی. هلیم و نیتروژن، و همچنین سیم اتصال به زمین و سیم‌های مربوط به داده وسیله نقلیه و ارتباطات، همگی روی دکل‌های سرویس دم پلتفرم قرار دارند.
سیستم سوزانندهٔ هیدروژن موتورهای اصلی شاتل فضایی، قرارگرفته داخل دکل‌های سرویس، هیدروژن آزاد موجود هنگام آغاز به کار موتورهای اصلی را از بین می‌برد. بخار هیدروژن هنگام روشن شدن موتور وارد نازل موتور اصلی می‌شود؛ این بخار اگر هنگام مشتعل شدن موتورهای اصلی، آتش بگیرد باعث ایجاد انفجار در داخل موتور و صدمه به آن می‌شود. شش آتشزن هیدروژن باعث سوختن هیدروژن موجود در هوا درست پیش از شرپع به کار موتورهای اصلی می‌شوند. هزاران گلولهٔ کوچک آتش‌زا به قسمت زیرین موتورهای اصلی پرتاب می‌شوند، همین باعث سوختن هیدروژن پیش از آغاز به کار موتور شده و از انفجاری بزرگ جلوگیری می‌کند.

### سیستم کاهش‌دهندهٔ صدا
سیستم کاهش صدا روی سکو و پلتفرم قابل حمل پرتاب برای جلوگیری از آسیب دیدن مدارگرد و محمولهٔ در انبار آن از انرژی آکوستیک بازتاب شده از پلتفرم هنگام پرتاب ایجاد شده‌است. آب ذخیره شده در ارتفاع ۲۹۰ فوتی در شمال شرقی سکو، با حجمی بالغ بر۳۰۰٬۰۰۰ گالون آمریکا، درست قبل از روشن شدن موتورهای اصلی رها شده و با نیروی جاذبه به داخل نازل‌های فرونشاندهٔ ۱۲ فوتی، یا رینبرد (به انگلیسی: rainbirds)ها جاری می‌شوند. نه ثانیه پس از برخاستن شاتل از سکو، بالاترین شدت جریان ۹۰۰٬۰۰۰ گالون آمریکا در دقیقه است. این سیستم سطح آکوستیک را تا ۱۴۲ دسی‌بل پایین می‌آورد که از ۱۴۵ دسی‌بل از استاندارد موجود در طراحی پایین‌تر است.